# Balvano
Balvano község (comune) Olaszország Basilicata régiójában, Potenza megyében.

## Fekvése
A megye északnyugati részén fekszik, a Platano folyó völgyének alsó részén. Határai: Ricigliano, Vietri di Potenza, Romagnano al Monte, Baragiano, Picerno, Bella és Muro Lucano.

## Története
A régészeti leletek tanúsága szerint a település története az i.e. 8-6 századra nyúlik vissza. Kialakulásáról pontos adatok nincsenek. Első említése a 12. század elejéről származik. 

## Népessége
A népesség számának alakulása:

## Főbb látnivalói
- a Girasole grófok várának romjai
- Sant’Antonio-kolostoregyüttes